# Amaryllisväxter
Amaryllisväxter (Amaryllidaceae) är en familj av enhjärtbladiga växter med över 800–1 000 arter i omkring 65 släkten. De förekommer på alla kontinenter utom Antarktis. Särskilt artrika områden är södra Europa, Sydafrika och Anderna i Sydamerika. Flera arter, inklusive gräslök och ramslök, förekommer naturligt eller som förvildade i Sverige.

## Biologi
Amaryllisväxterna är fleråriga örter som vanligen har lökar med lökskal. Andra arter har knölar eller jordstammar. Det finns både vintergröna arter och sådana som vissnar ner efter växtsäsongen. Blommorna kommer i en flockliknande samling i toppen av en bladlös blomstjälk, de sitter ensamma eller vanligen flera tillsammans, de är omgivna av svepeblad. Kronan kan vara regelbunden eller starkt osymmetrisk. Hyllebladen är fria eller sammanvuxna vid basen. Flera släkten bildar bikronor. dessa kan vara fria eller förenade med ståndarstänglarna. Vanligen är plantorna tvåkönade med både funktionsdugliga ståndare och pistill. Fruktämnet är undersittande och består av tre sammanvuxna karpeller eller fruktblad. Vanligtvis utvecklas en kapsel, men det förekommer arter som utvecklar bär.
Många välkända trädgårdsväxter ingår i amaryllisfamiljen, såsom snödroppsläktet och narcissläktet. Dessa två släkten liksom snöklocksläktet finns vildväxande i Sverige, men de ingår inte i den ursprungliga floran utan har förvildats. Amaryllisväxterna hör främst hemma i tropiska och tempererade områden och flera släkten innehåller vanliga krukväxter såsom mönjeliljesläktet och amaryllissläktet.

## Systematik
I äldre klassificeringssystem har amaryllisväxterna ingått i liljeväxterna, men bildar sedan länge en egen familj. Familjen står lökväxterna (Alliaceae) och agapantusväxterna (Agapanthaceae) nära, och numera räknas dessa tre ofta till samma familj. De två senare skiljer sig bland annat genom översittande fruktämne.
Familjen är indelad i ett antal tribus:
| Amaryllideae Calostemmateae Clinantheae Cyrtantheae Eucharideae | Eustephieae Galantheae Griffineae Haemantheae Hippeastreae | Hymenocallideae Lycorideae Narcisseae Pancratieae Stenomesseae |

## Bildgalleri

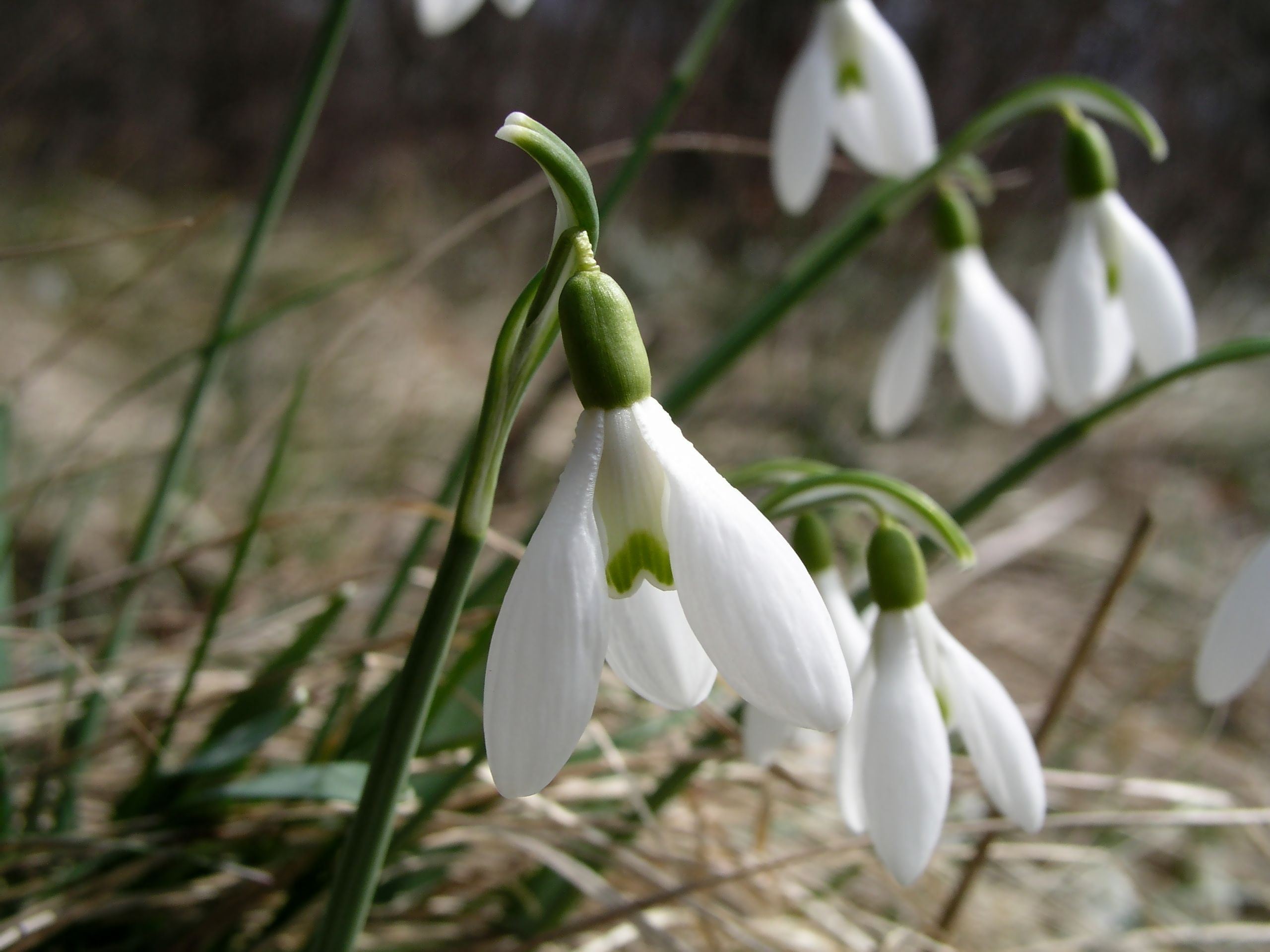
Snödroppe (Galanthus nivalis)
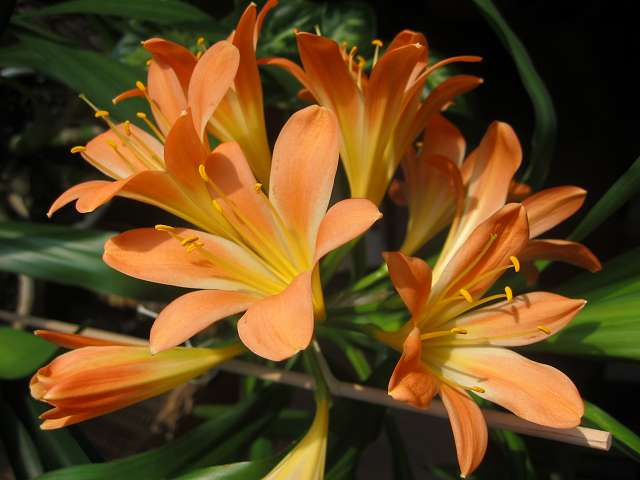
Mönjelilja (Clivia minimata)
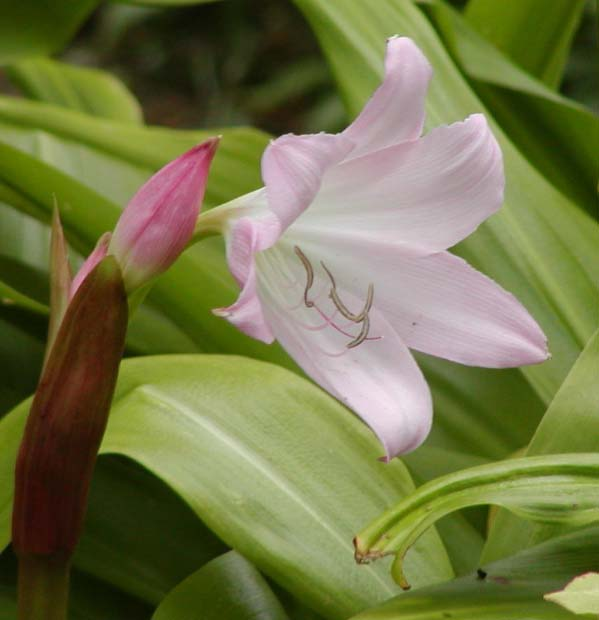
Fönsterkrinum (Crinum moorei)